# جراب البيض

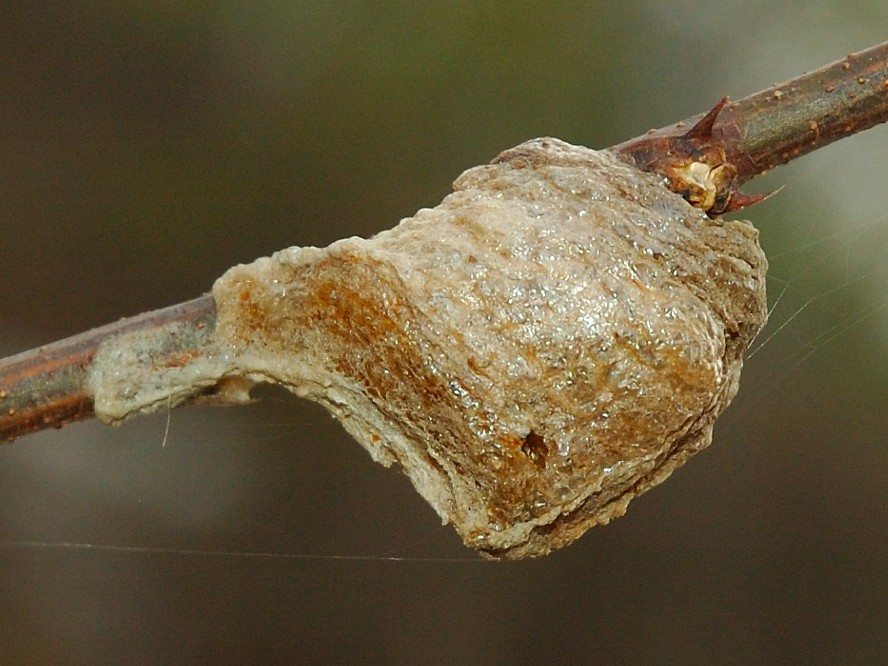
جراب بيض فرس النبي

جراب البيض(1) (بالإنجليزية: ootheca)، هو كتلة من البيض يتم صنعه من قبل أي عضو من مجموعة متنوعة من الأنواع بما في ذلك الرخويات، السراعيف المصلية، والصراصير.
الكلمة بالمصطلح الإنجليزي عبارة عن تركيبة لاتينية من oo، والتي تعني «بيضة»، وtheca ، وتعني «الغلاف» أو «الحاوية»، من الكلمة اليونانية theke.
يتكون جراب البيض من البروتينات الهيكلية وعوامل الدباغة التي تتسبب في تصلب البروتين حول البيض، مما يوفر الحماية والاستقرار. تطور إنتاج الجراب بشكل متقارب عبر العديد من أنواع الحشرات بسبب الاختيار للحماية من الطفيليات وأشكال الافتراس الأخرى، حيث يوفر الهيكل المعقد لغلاف الصدفة ميزة تكاثرية تطورية. يتم العثور على الجراب بشكل خاص في أوامر الصرصوريات وأفراس النبي، وكذلك في خنافس السلحفاة.
يحمي الجراب البيض من الكائنات الحية الدقيقة والطفيليات والحيوانات المفترسة والطقس؛ يحافظ الجراب على توازن مائي مستقر من خلال التباين في سطحه، حيث إنه مسامي في المناخات الجافة للحماية من الجفاف، وسلس في المناخات الرطبة للحماية من التشبع الزائد. يختلف تكوينها ومظهرها حسب الأنواع والبيئة.

## معرض الصور

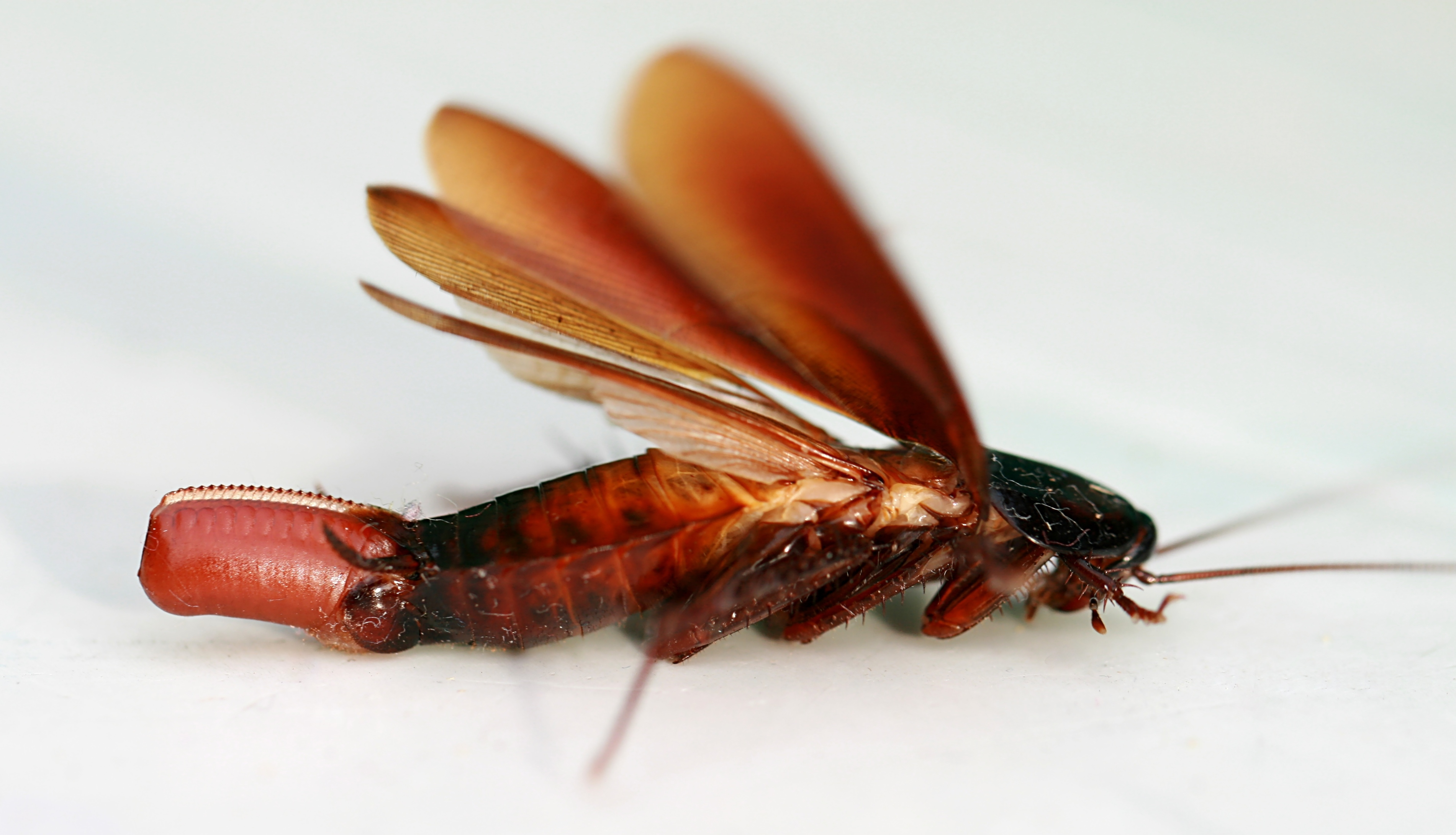
جراب أنثى الصرصور (صرصور أمريكي)
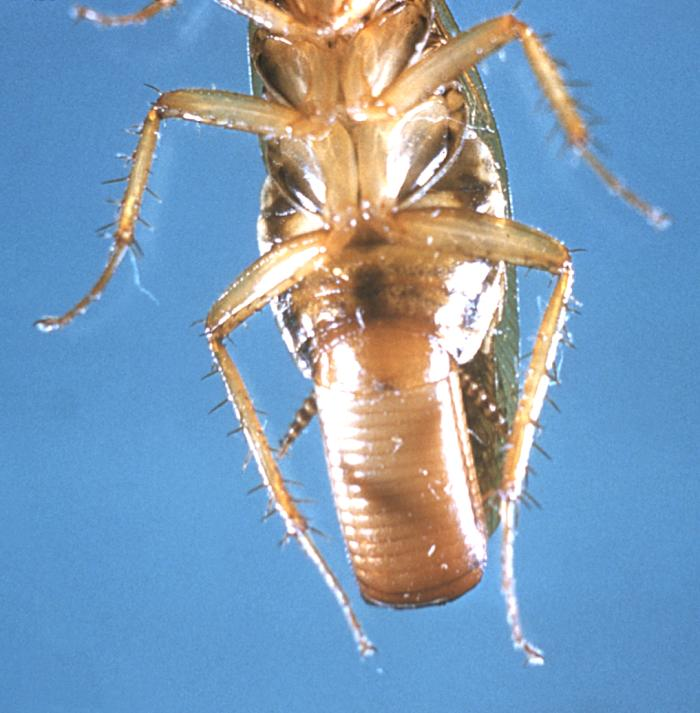
جراب أنثى صرصور ( صرصور ألماني )
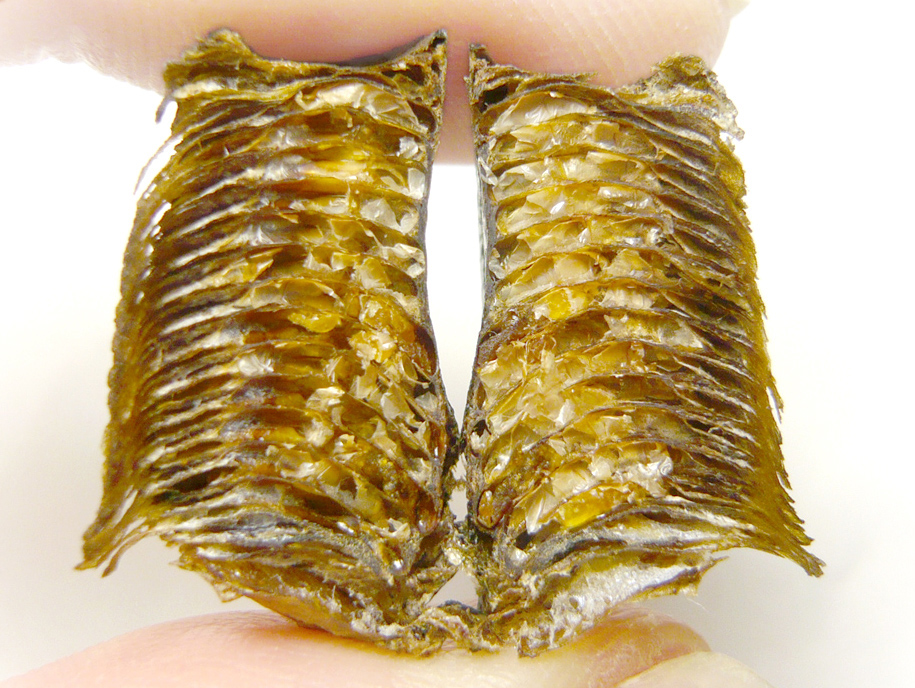
جراب مُفقَّس
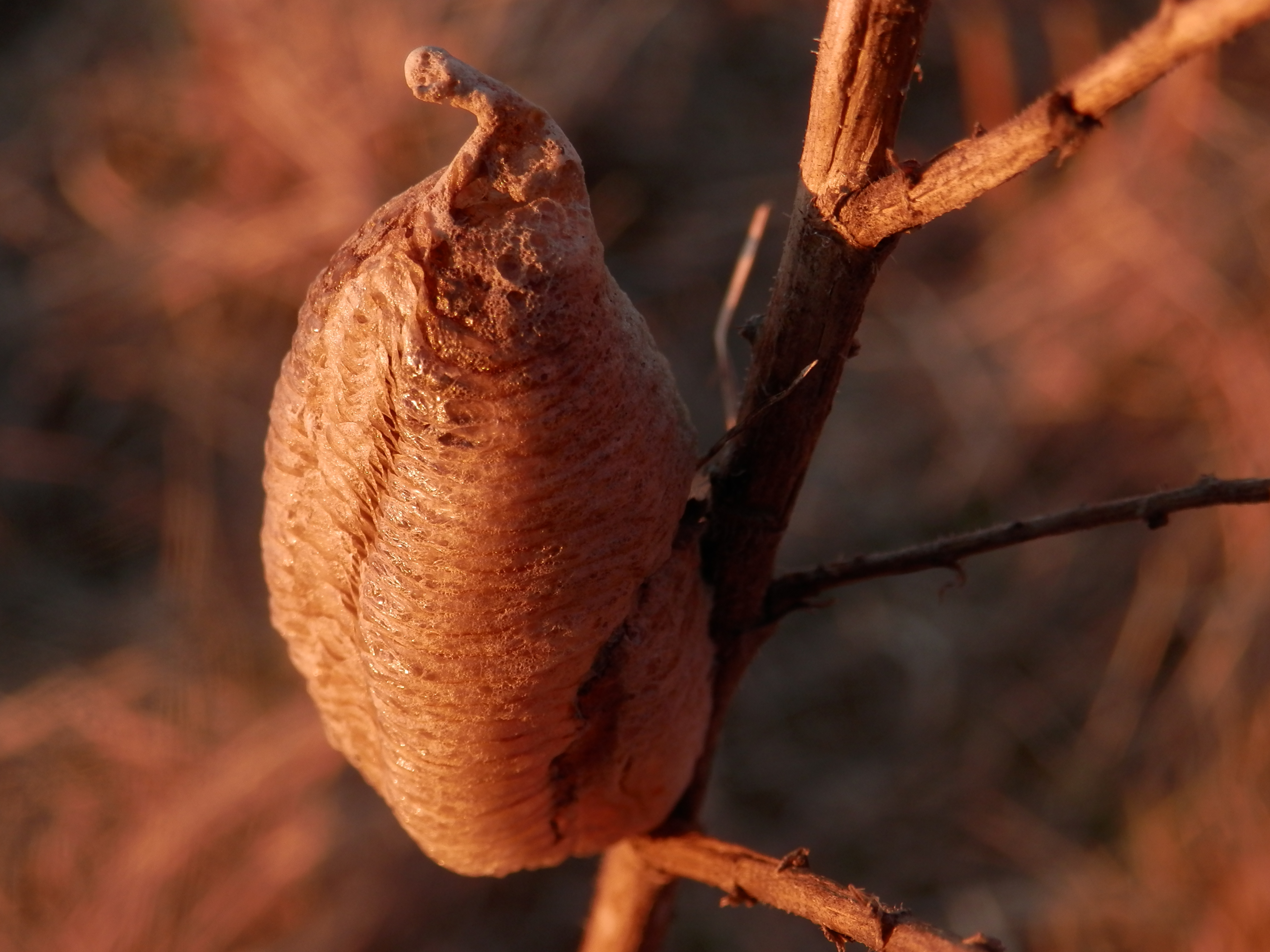
جراب فرس النبي (سرعوف أوروبي)، في أونتاريو، كندا.
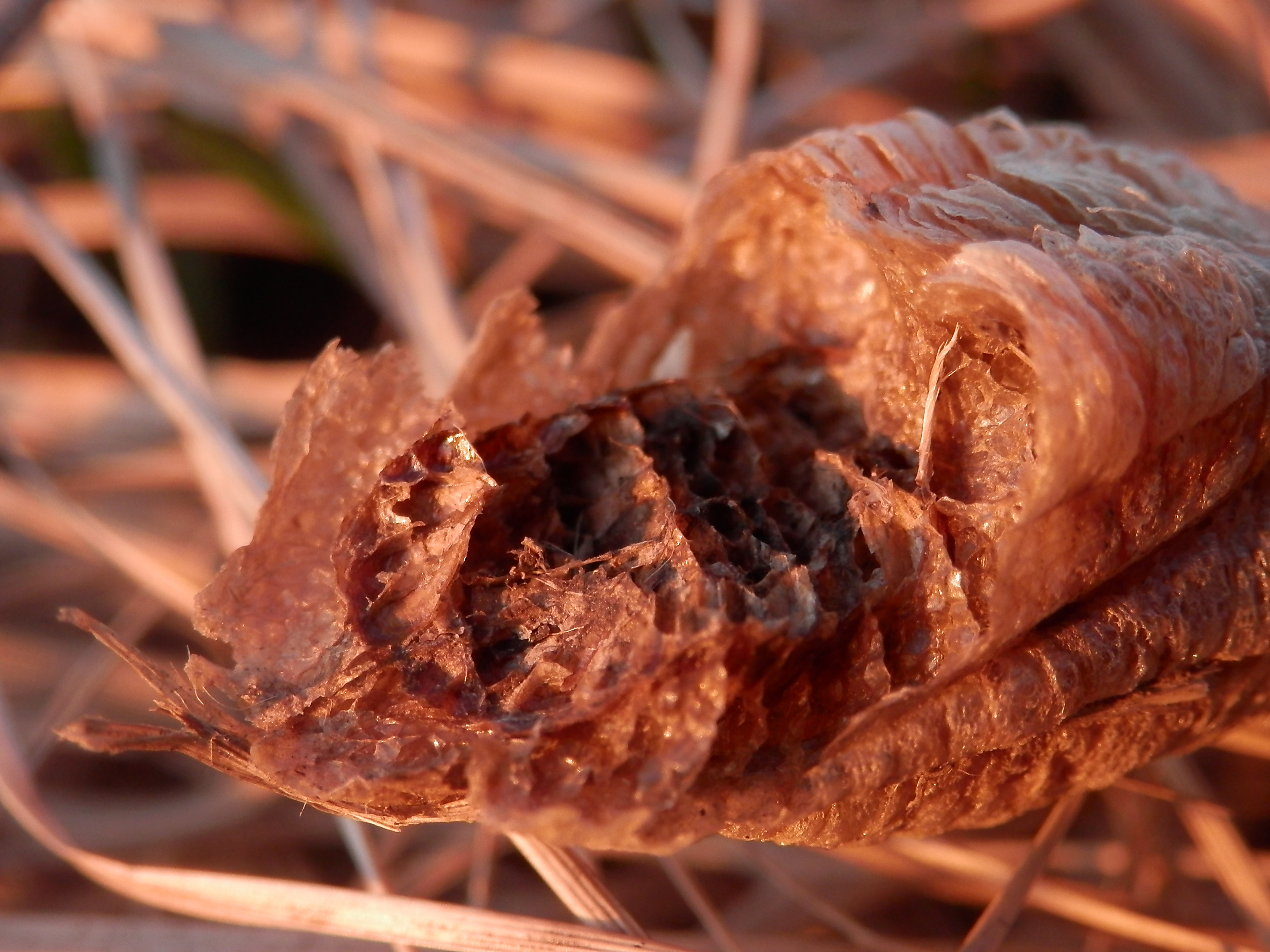
تضرر جراب فرس النبي
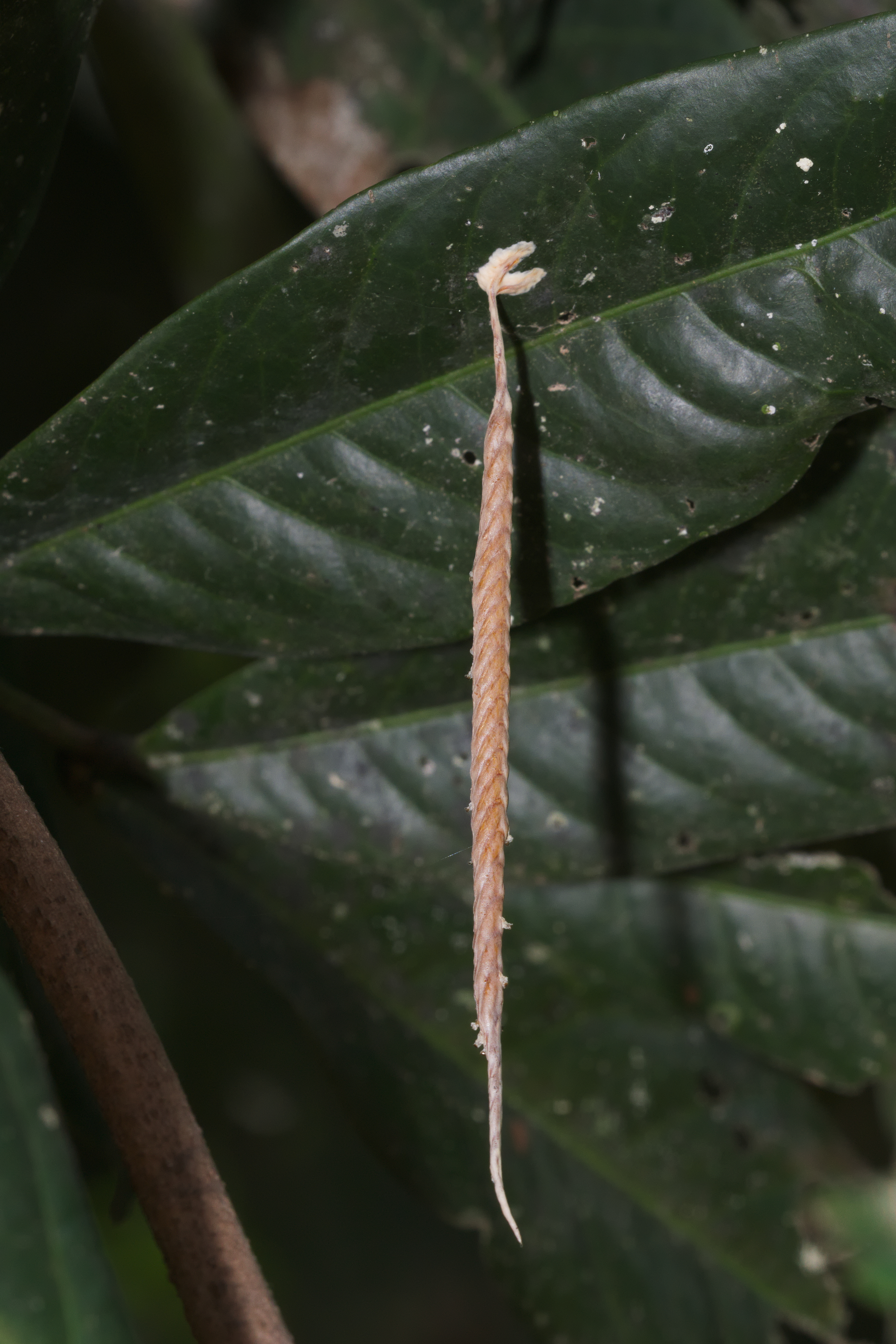
جراب فرس النبي في ولاية كيرالا، الهند
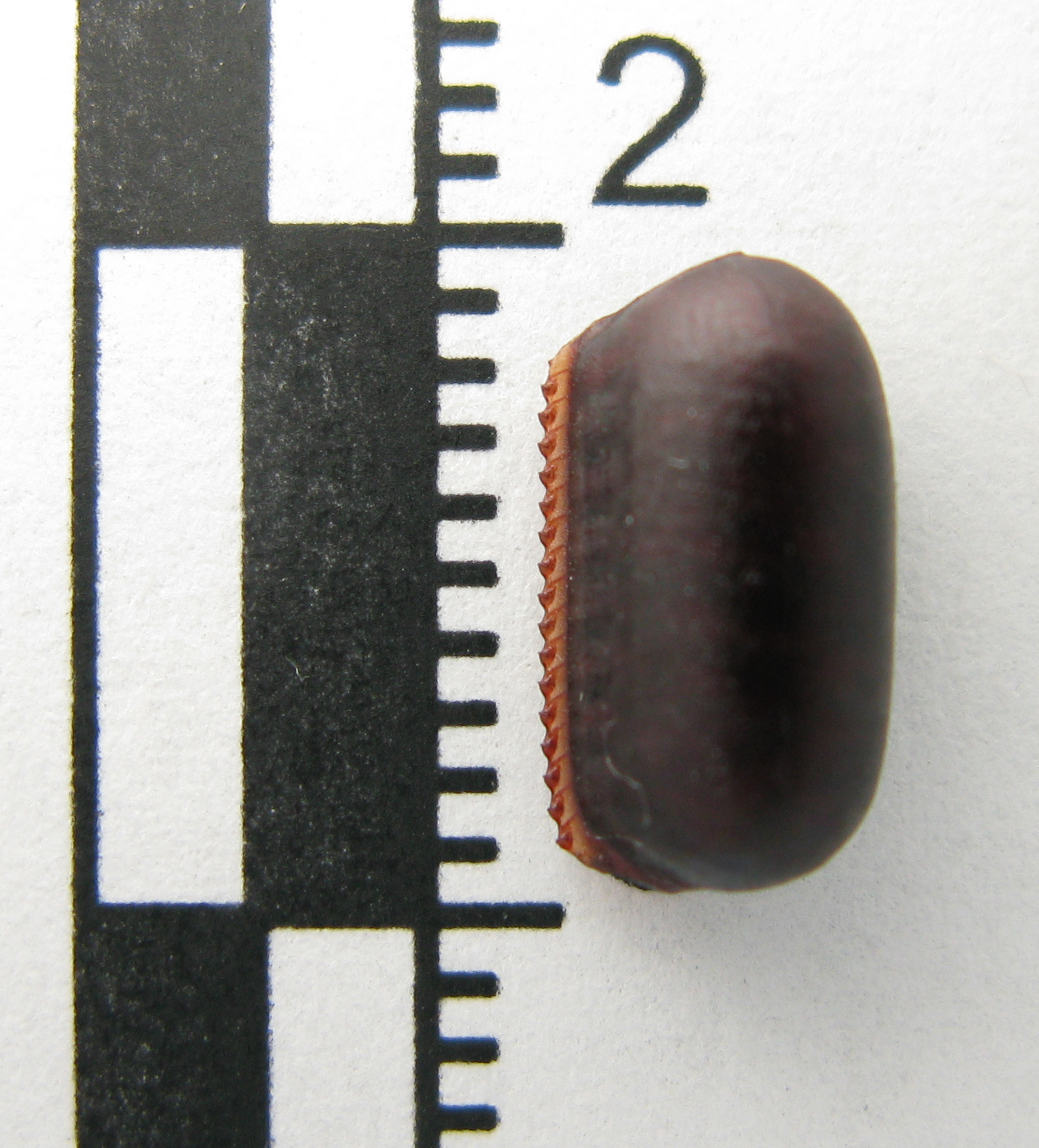
جراب الصرصوريات

## الهوامش
- «1»: جراب البيض أو حافظة البيض أو غلاء البيضة أو كيس البيضة أو حاوية البيض